# 瓶尔小草
瓶尔小草（学名：Ophioglossum vulgatum），为瓶尔小草科瓶尔小草属下的一个植物种。根肥厚肉質，莖短而直立， 葉片單葉全緣肉質，有時葉片上同時著生孢子囊枝，地生型的蕨類，可見於台灣低海拔地區，有時公園中空曠的草地上也可見到。整個葉片湯匙狀一片片挺出地面，因此又俗稱為一葉草，是一種治瘡的中藥材，在公園或學校綠油油的草地上偶見有人彎腰採草藥，他們多半就是在尋覓瓶爾小草。

## 型態
多年生草本，直立，株高12~26 cm。

### 根
肉質不分枝的根向四面橫走，在先端發生新植物。

### 莖
莖短而直立淡黃褐色，幾乎埋於土中不露出地表。

### 葉
葉柄長4~8 cm，葉片卵形或心形長約8 cm，寬約3 cm，葉片網眼中常有游離小脈(included veinlets)或小網眼(smaller areolae)。

### 孢子囊枝
孢子囊枝約20 cm長，末端孢子囊著生處長約2~5 cm，孢子囊半埋於孢子囊枝中，形成穗狀的外觀。

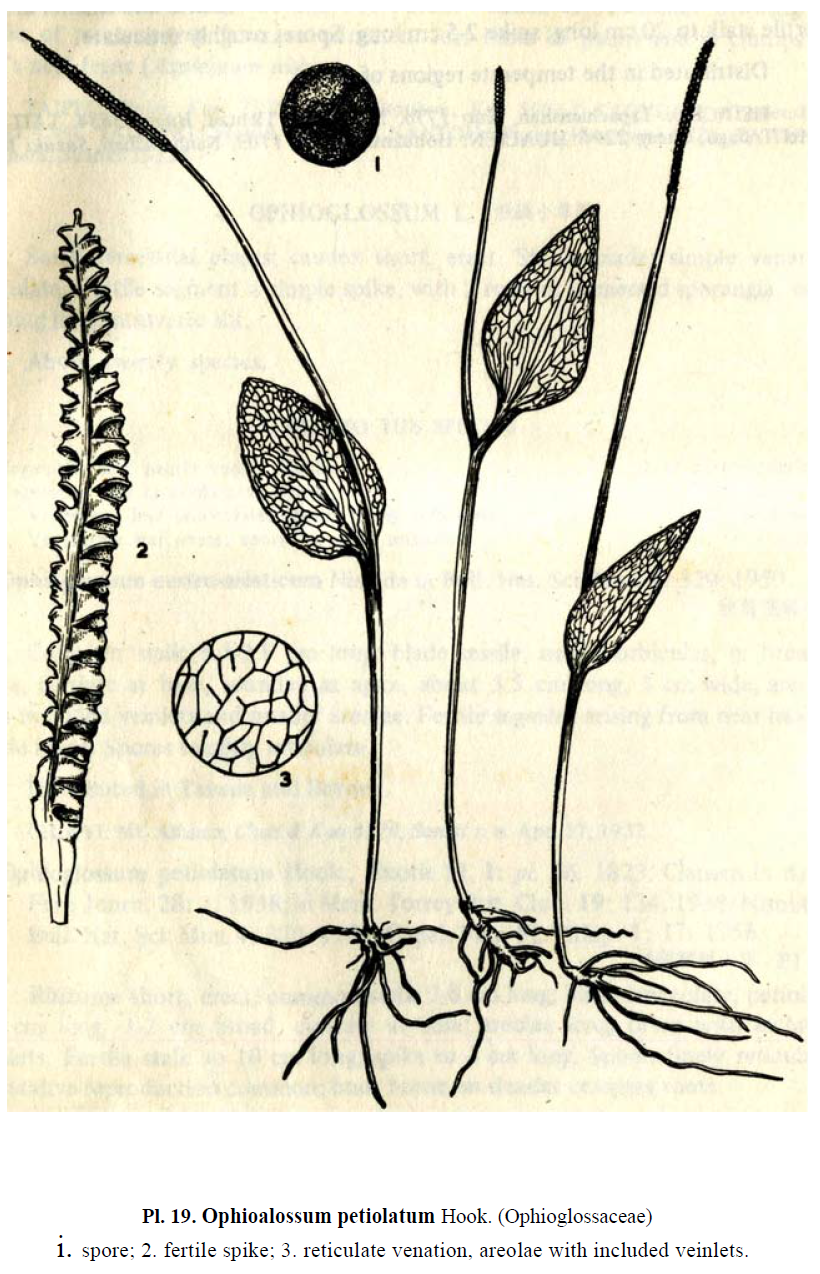
瓶爾小草手繪圖

## 生長環境
瓶爾小草屬於瓶爾小草科，此科植物植株肉質狀，可生長於相對乾燥處，但因肉質的組織不具厚壁細胞，生長環境的空氣濕度仍不能過低，因此瓶爾小草雖可生長於空曠草地上，但只可適應土壤濕潤的草地，無法存活於土壤相當乾燥之處。

## 延伸阅读
[在维基数据编辑]
 《植物名實圖考·瓶爾小草》，出自吳其濬《植物名實圖考》